# Полет 537 на „Ийстърн Еър Лайнс“
Полет 537 на „Ийстърн Еър Лайнс“ е редовен вътрешен пътнически полет от Бостън, Масачузетс, до летище „Вашингтон – Нешънъл“, Арлингтън, Вирджиния, Съединените американски щати, изпълняван от „Ийстърн Еър Лайнс“. На 1 ноември 1949 г. самолетът „Дъглас DC-4“, който изпълнява полета, се сблъсква във въздуха с друг военен самолет „Локхийд P-38 Лайтнинг“, който лети на изпитателен полет, за да бъде предаден на правителството на Боливия. Ударът става на височина от 91 м, на около 0,80 км югозападно от прага на писта 3 на летище „Вашингтон – Нешънъл“, което причинява смъртта на всички 55 души на борда на пътническия самолет и сериозно ранява пилота на P-38. Част от фюзелажа на DC-4 пада до река Потомак.
Съветът по гражданска авиация определя като основни вероятни причини за инцидента решението на пилота на P-38 да кацне без необходимото разрешение и невъзможността му да прояви нормална бдителност при наблюдение на конфликтния трафик около пистата. Въпреки това окончателният доклад установява, че диспечерите в контролната кула не проявяват необходимата бдителност, като не уведомяват пилотите на „Дъглас DC-4“ по-рано за степента на опасност, заради трафика в района. Високата скорост и действията, които пилотът на военния самолет прилага, дават основание да се смята, че двете машини са твърде близо и сблъсъкът не може да бъде избегнат, дори екипажът на пътническия самолет да знае за опасността.
По това време това е най-смъртоносният инцидент със самолет в историята на Съединените американски щати. Семействата на жертвите съдят пилота, авиокомпанията и правителството на САЩ за обезщетение. През 1953 г. федерален съдия решава, че съдебните заседатели трябва категорично да решат кой е виновен, независимо какво е посочено в окончателния доклад. Пилотът е оневинен, докато авиокомпанията е призната за виновна и оспорва решението, но в крайна сметка губи делото във Върховния съд през 1957 г.